# Рауэн
Рауэн (нем. Rauen) — община в Германии, в земле Бранденбург. 
Входит в состав района Одер-Шпре. Подчиняется управлению Шпренхаген.  Население составляет 1948 человек (на 31 декабря 2010 года). Занимает площадь 21,38 км².

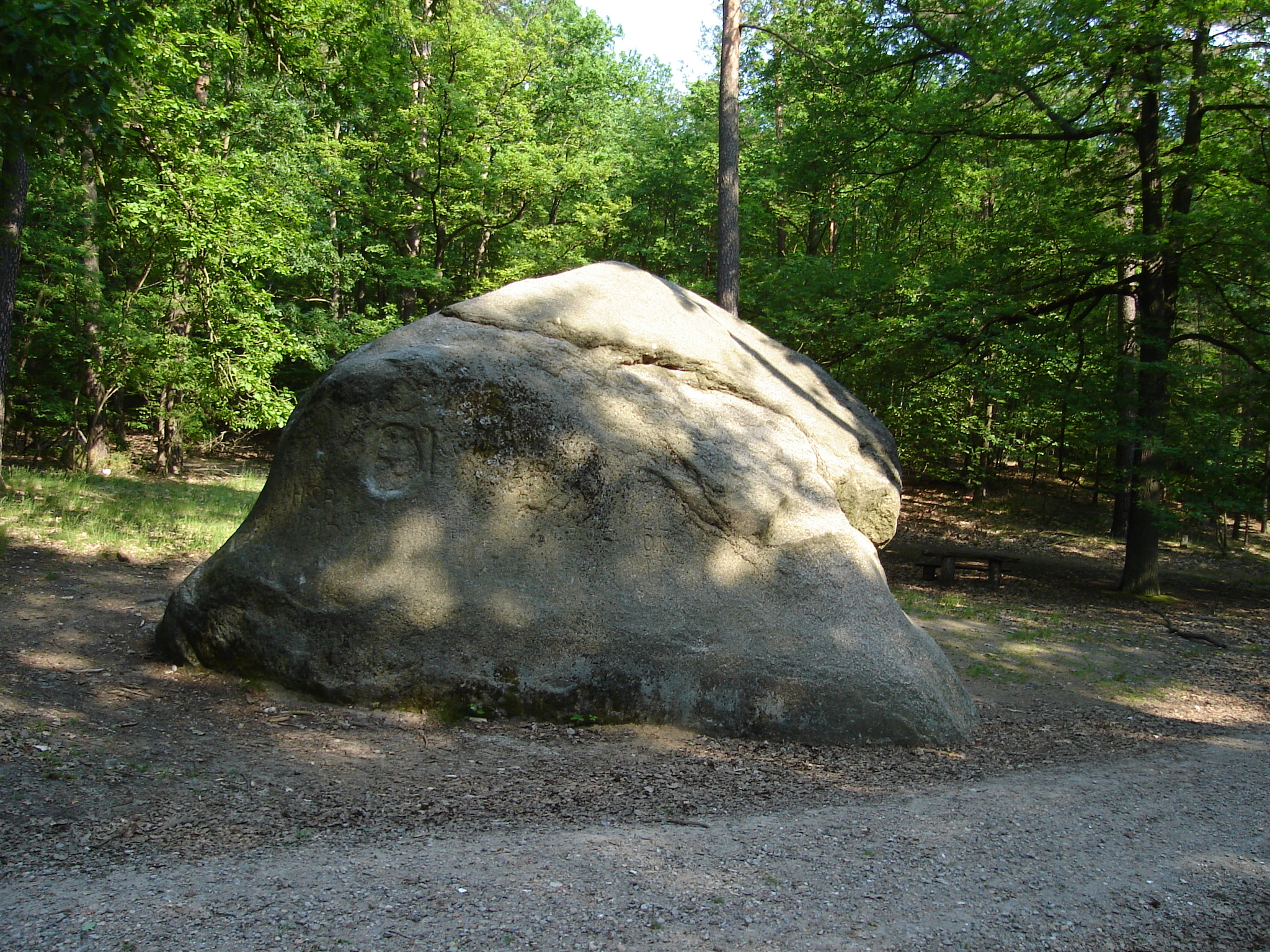
Рауэнский камень
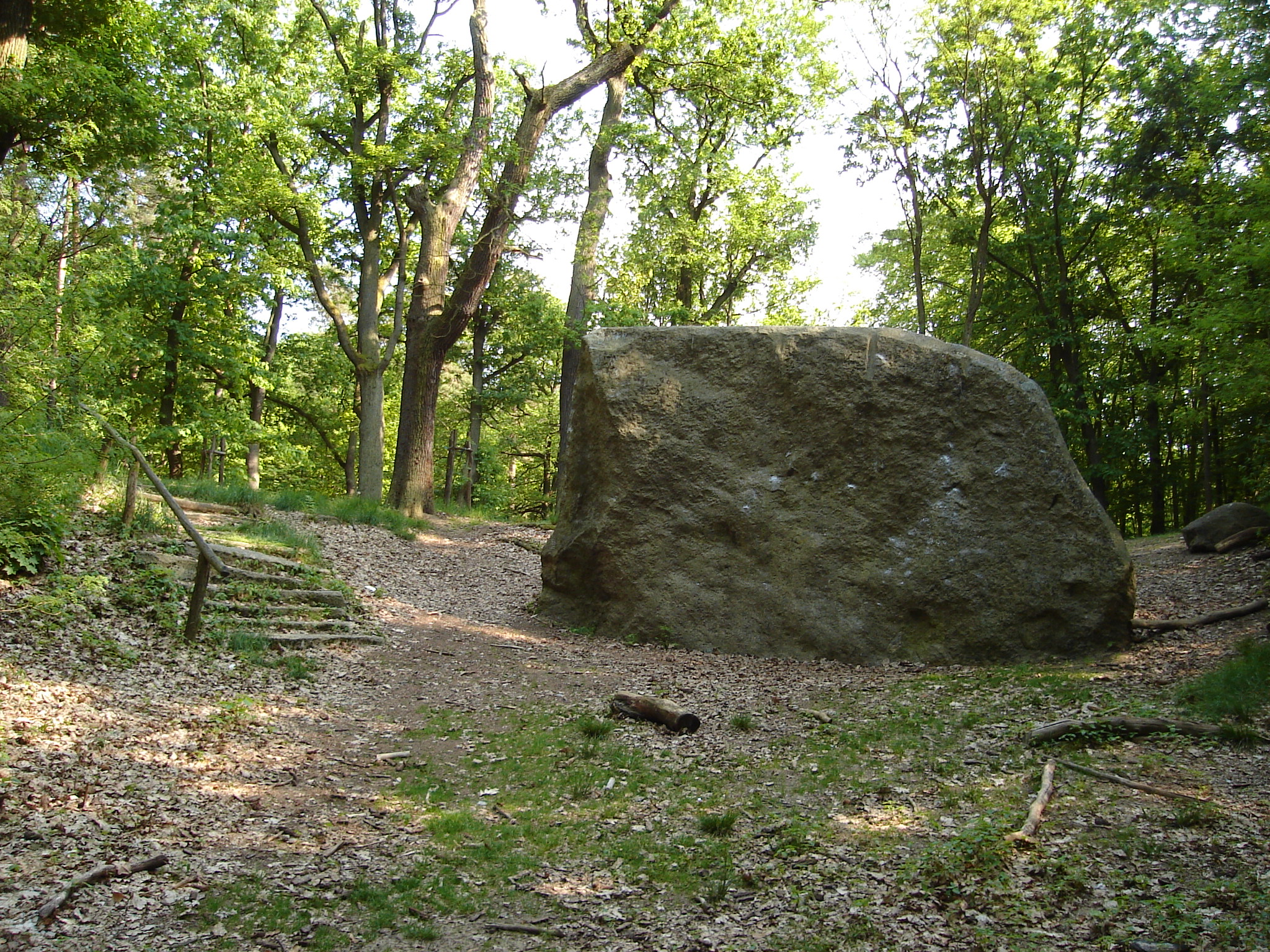
Рауэнский камень